# 予定価格
予定価格（よていかかく）とは、国や地方公共団体が契約を締結する際に、契約担当官等が、競争入札や随意契約に付する事項の価格について、その契約金額を決定する基準として、あらかじめ作成しなければならない（予算決算及び会計令第七十九条、第九十九条の五）見込価格をいう。
予定価格は、発注者が競争入札を行う際に、その落札金額決定するための基準となるものである。随意契約であっても予定価格は作成されるが(予決令九十九の5)、この場合は契約金額を決定するための基準となる。
詳しくは予定価格論にて書かれている。

## 法令上の規定
原則として、総額について定めることとされているが、例外として、単価について定めることも認められている（予算決算及び会計令第八十条）。また、取引の実例価格、需給の状況、履行の難易、数量の多寡、履行期間の長短等を考慮して適正に定めなければならない（予算決算及び会計令第八十条第二項）。
総額について定めている(予決令八十)ため、公共工事については、発注しようとする設計書 (予算書）の金額そのままか、設計書金額の端数を整理した形で予定価格を総額で決定することにしている。予定価格を総額主義としているのは、落札者が実際に手当てする労務賃金、建設資材の価格や歩掛は、各入札参加者においても同一ではなく、また、発注者が見積もっている単価で請負者が達しているとは限らず、要は請負代金総額で競争することが適切であると考えられているためである。
なお、その単価について予定価格を定めることができる（会計法予決令八十の1ただし書）のは、新聞、雑誌等の定期刊行物の購入費、光熱費、水道料金、電話料等のように一定期間継続して給付される物品等の購入契約であって単価契約を予定している契約である。
財務省通達により、百万円以下の契約は予定価格調書を省略してよいこととなっている。ただし、可能な限り積算を行なうべきとされている。

### 予定価格の上限拘束性
日本の競争入札では、落札額は予定価格の制限を超えることができない（会計法第二十九条の六）。この原則は予定価格の上限拘束性と呼ばれる。
日本以外の先進国における入札制度には、予定価格の上限拘束性は存在しない。予定価格の上限拘束性がない場合において、ある入札が予定価格を上回った場合の予算の調整方法としては、「他の予算枠からの流用を可能とする」「予算管理している上位枠から使用を依頼する」等の方法がある。

## 予定価格の役割
予定価格は、契約金額を決定し適正な契約を行うための基準となるものであり、次のような役割を果たす。
- 指名競争入札、随意契約において対象業者の格付を決定する際の基準になる。
- 入札及び商議において、落札決定するかどうかの基準になる。

## 予定価格の算定
業務担当者が積算基準や各種価格資料（価格調査月刊誌、業者見積、公共工事設計労務単価等）に基づいて積算を行ない、契約担当官等が積算額に基づいて予定価格を決定する。通常は積算額＝予定価格となる。価格は国税通則法などで取り扱う金額のように千円単位や万円単位に端数調整処理を施している。ただし、切り捨てでの調整で端数処理の他、不適正な値切りとされる歩切りが2014年の「担い手三法」改正によって禁止が明記されるまで、長い間実施されていた。このため、予定価格を設計算出額そのまま使用するように変更が成されていくこととなった。
積算には次のような方式がある。
- 市場価格方式
- 原価計算方式

市場価格方式による予定価格の決定は、過去の納入実績や取引実例、参考見積書などを元に値引率を調査し、定価（希望小売価格）から値引額を引いた価格を予定価格とする。官公庁の契約手続きの中で一番多いのは物品購入契約であるが、これには市場価格方式が活用されている。
国の工事を対象とする予算決算及び会計令では、公共工事の場合に発注者は競争入札を行う工事について、予決令七十九で価格を仕様書、設計書等を定め積算を行い、その予定価格を作成するように定めている。
一方、地方自治法といった法令には同様の規定はないが、地方公共団体が定める財務規則、契約事務規則等において予定価格に関する規定が設けられている。
設計書（金入り設計書。予算書）の例について、たとえば、国土交通省北陸地方整備局の土木系（河川工事や道路工事等）請負工事で、設計要領（共通編）第2章 設計書の作成要領によると、設計書は、大きく分けて(1) 工事名、場所、工期と設計内容など、設計説明概要を記述した鏡。 (2) 工事区分（費目）、工種、種別、細別、規格、員数（数量及び数量増減）、単価、金額（金額増減）、摘要等を表整理した工事費の内訳表（設計内訳書）。 (3) 内訳書、 (4) 単価表の4区分で構成されている。同整備局の様式をみると、電算用と手書き用で様式を使い分けている。
添付される内訳書は一括で金額を算出したものの内容について記載した明細書の表で、単位は一式（一式内訳書という）。単価表（あたり単価表）は、立方メートルあたり、平方メートルあたりなど単位当りで金額を算出したものの内容について記載した明細書の表で、単価表は設計単価を計算するため、その算出金額は積算基準に定めた単価の端数処理を施している。各単価表にて求められた当該工種のあたり単価を所要数量（設計数量、出来高数量）で乗じて、金額を算出。設計内訳書に記載される。
一式内訳書は出来高数量をともなわない項目（工種）で、端数処理を施さない合計金額が表示される。そのまま金額が設計内訳書に記載される。
工事発注の執行には、当該組織の本官もしくは分任官に設計書附属書類を揃えてから施行承認が必要となる。施行承認に必要な設計書附属書類とは設計関係図書・施行伺（金抜き設計書、特記仕様書、図面類。他に工程表、数量計算書関係、など）である。

## 予定価格の保秘
予定価格が漏洩すると安価な契約を行うことや公正な入札を行うことが阻害されることから、秘密にしなければならないものとされている。予定価格調書は入札が行われるまで厳重に密封して保管される。

### 予定価格の公表
但し近年、競争入札の透明性を高める目的で事前に公開されることも平成19年度までは増加傾向にあった。予定価格の事前公表は「事前の入札において最低価格の入札をした一者との随意契約」という不透明な流れと、契約担当者が予定価格を漏洩して利益を誘導する危険性を払拭したことから、市民オンブズマンからも高評価を受けていた。だが、一般競争入札において同額が以前の4倍以上の頻度で発生し、くじ引き率によって落札者を決定する件数が増加した。さらに、適切な運用がされなければ予定価格が目安となって業者の積算を放棄させ、談合によって落札価格が高どまりとなる問題点も指摘されていた。そのため、平成20年3月31日に総務省、国土交通省は連名で各自治体に通達し、事前公表の取り止めを含んだ対応を促している。
地方公共団体発注の場合、地方公共団体の入札・契約手続を規律している地方自治法には会計法上の封書規定のような制約はないことから、従来から各団体の自主的判断で予定価格の事前公表を実施しているところであった。このため、適正化指針で「地方公共団体においては、会計法のような法令上の制目はないことから、各団体が適切と判断するときには、事前公表を行うことができる」とした上で、事前公表により弊害が生じた場合には事前公表の取り止めを含む適切な対応をとるよう要請していたのである。その後確かに事前公表した工事の落札率は、事後公表した工事の落札率に比べて高止まりになっていることが判明したとして、事前公表制を中止したところも多くみられていた。
国発注の場合、会計法予決令79条 の規定がなされていることから、現行法下では、予定価格の事前公表は法的に制約されている。そして適正化指針で国の予定価格事前公表は 「談合が一層容易に行われる可能性があること等」を考慮して行わないこととしている。
東京都では、予定価格の事前公表を行ってきたが、豊洲市場や2020年東京オリンピック関連施設建設工事で高率の落札が相次いだことから、2017年6月、落札額の抑制や競争性の向上を狙い、予定価格を事後公表する等の制度改革を行った。しかしながら制度改正後、入札不調が相次いで発生するようになったこと、また、2018年3月1日の都議会では中小企業の積算業務が過重になることも指摘されたことから、小池都知事は入札制度を入札監視委員会で検証することを発言している。

## 問題点
近年の公共事業・公共調達に関して、入札価格が高止まり傾向にあり、税金の無駄遣いにつながっていないかとの批判が見られることがある。このとき基準となる指標の一つとして落札率（予定価格に対する入札価格の比率）が提示されることがある。「落札率が高止まりする（調達価格が下がらない）のは受注者が自由競争に基づく企業努力としてのコスト縮減に力を注いでいない結果であり、談合の疑いを免れない」との論評もある。（ただし、このような主張は、コストカットによって労働者の職が奪われたり、労働環境が悪化する可能性を考慮していない。企業の搾取に対して労働組合が対抗するのが権利ならば、国家による入札価格という搾取に対して談合が存在することを本来否定できないはずである。）
しかし、前述のように予定価格は元々市場調査により得られた価格（ただし、月刊建設物価などの書籍に記載されている部材の価格は大手ゼネコンが一次卸などから購入を行った場合の価格であり、中小ゼネコンが価格の高い二次卸や三次卸から調達せざるを得ない状況は反映されていない）を基準として算出されており、実際の入札価格（受注額）とは本来はさほど乖離が見られない性格のものであり、落札率が高い（すなわち入札価格が予定価格に近い）ことが公共調達価格の不適切につながるとは一概にいえないのではないかとの反論がなされることがある。また、落札率が低下すると、低い入札価格がそのまま予定価格の価格調査対象になり、（落札率の基準となる）予定価格そのものが低落するため、結果的に落札率が大きく下がりにくくなるとともに、市場価格を市場原理以上に低下させているとの指摘もある。
また、工事内容や調達物品に求められる品質・性能が高度化・複雑化し、受注者独自の技術革新が進む中で、予定価格の根拠となる設計図書だけで発注内容を定義づけることが困難になり、業者選定基準を予定価格のみで一概に規定することが困難になっているのではないかとの指摘もある。特に企画競争型・プロポーザル型の調達を行う際には予定価格が形骸化しやすい（採用された提案に基づく見積額どおりとなりやすい）状況にあるといえる。
加えて、適正な予定価格を算定するには、対象の契約品に関する専門的な設計力が必要不可欠であるが、行政には、その設計力を持ち合わせていない。設計力を持ち合わせていないので、業者選定を含めて、合理的な判断は下せない状況にある。